# 明鏡止水 (工藤静香のアルバム)
『明鏡止水』（めいきょうしすい）は、工藤静香の18作目のスタジオ・アルバム。2024年7月3日に発売された。発売元はポニーキャニオン。

## 概要
デビュー30周年記念アルバム『凛』以来、7年ぶりのリリースとなるオリジナル・アルバム。テレビ朝日系ドラマ『科捜研の女 season23』の主題歌「勇者の旗」、スキマスイッチとのコラボレーション作品「香雪蘭〜好きより愛してる〜」、NHK Eテレ「おじゃる丸」第27シリーズ・エンディングテーマ「丸」などを含む全11曲が収録されている。
タイトルの意味について工藤は、「あらゆる情報が錯綜する心落ち着かない時代に心を一回リセットして、自分がクリアになる瞬間が必要。そんな思いを込めて久々のオリジナル・アルバムに『明鏡止水』と名付けました。」と述べている。アルバム制作の準備は2年ほど前から始めたといい、「常にアルバムを出したいという気持ちはあるんですけど、やっぱりバランスとかその時の流れがあるので、今このタイミングでリリース出来たことが一番無理のない形でした。」と話している。
ポニーキャニオン・ショッピングクラブ限定・完全受注生産限定盤は、通常盤とはジャケット写真が異なる豪華特殊パッケージ仕様となっており、特典として5月12日に東京芸術劇場 コンサートホールにて開催されたシンフォニックコンサート 「RENAISSANCE CLASSICS 工藤静香 PREMIUM SYMPHONIC CONCERT 2024」の映像を収めたBlu-ray / DVDが収録されるほか、32ページのスペシャルフォトブック、アクリルスタンドなどが付属する。

## 収録曲

### CD
| #         | タイトル                       | 作詞      | 作曲           | 編曲           | 時間  |
| --------- | ------------------------------ | --------- | -------------- | -------------- | ----- |
| 1.        | 「アイスコーヒー」             | 愛絵理    | Kōki,          | 渡辺剛         | 5:06  |
| 2.        | 「孤独なラプソディー」         | 愛絵理    | 村松崇継       | 村松崇継       | 5:13  |
| 3.        | 「Boo」                        | 愛絵理    | シライシ紗トリ | シライシ紗トリ | 4:12  |
| 4.        | 「Go easy!」                   | 愛絵理    | シライシ紗トリ | シライシ紗トリ | 2:54  |
| 5.        | 「丸」                         | 橋口洋平  | 橋口洋平       | 渡辺剛         | 3:50  |
| 6.        | 「香雪蘭〜好きより愛してる〜」 | 愛絵理    | 大橋卓弥       | 常田真太郎     | 6:02  |
| 7.        | 「勇者の旗」                   | 愛絵理    | 村松崇継       | 村松崇継       | 4:53  |
| 8.        | 「Sea glass」                  | 愛絵理    | シライシ紗トリ | シライシ紗トリ | 4:02  |
| 9.        | 「I am ready」                 | 愛絵理    | Kōki           | 渡辺剛         | 3:58  |
| 10.       | 「霙」                         | 橋口洋平  | 橋口洋平       | 村中慧慈       | 5:15  |
| 11.       | 「第3惑星」                    | 愛絵理    | 大橋卓弥       | 澤近泰輔       | 5:04  |
| 合計時間: | 合計時間:                      | 合計時間: | 合計時間:      | 合計時間:      | 50:35 |

### DVD
| #   | タイトル                                            | 作詞 | 作曲・編曲 |
| --- | --------------------------------------------------- | ---- | ---------- |
| 1.  | 「歌劇【エフゲニー・オネーギン】より ″ポロネーズ″」 |      |            |
| 2.  | 「Overture」                                        |      |            |
| 3.  | 「黄砂に吹かれて」                                  |      |            |
| 4.  | 「激情」                                            |      |            |
| 5.  | 「⾹雪蘭〜好きより愛してる〜」                      |      |            |
| 6.  | 「慟哭」                                            |      |            |
| 7.  | 「Ice Rain」                                        |      |            |
| 8.  | 「組曲【仮⾯舞踏会】より ″ワルツ″」                 |      |            |
| 9.  | 「きらら」(Instrumental)                            |      |            |
| 10. | 「Blue Rose」                                       |      |            |
| 11. | 「嵐の素顔」                                        |      |            |
| 12. | 「めちゃくちゃに泣いてしまいたい」                  |      |            |
| 13. | 「恋一夜」                                          |      |            |
| 14. | 「勇者の旗」                                        |      |            |

## 演奏
- 工藤静香
  - Vocal
  - Chorus (#1.4.9)
- 渡辺剛
  - Programming & All Other Instruments (#1.5.9)
  - Piano (#5)
- 守真人：Drums (#1)
- SOKUSAI：Bass (#1.9)
- 是永巧一：Guitar (#1.9)
- 伊藤ハルトシ：Cello (#1)
- 村松崇継：Piano (#2.7)
- 坂本暁良：Drums (#2.7.11)
- 一本茂樹：Wood Bass (#2.7)
- 佐々木貴之：Guitar (#2.7)
- 室屋光一郎ストリングス：Strings (#2.7.10)
- 関聡：Percussion (#2.7)
- シライシ紗トリ：Chorus (#3)
- 青山英樹：Drums (#3)
- Shun (TOTALFAT)：Bass (#3)
- Kuboty：Guitar (#3.4.8)
- 織田祐亮：Trumpet (#3.4.8)
- 藤田淳之介：Saxophone (#3.4.8)
- 湯浅佳代子：Trombone (#3.4.8)
- TETSUYUKI：Drums (#4.8)
- 奥野翔太：Bass (#4)
- 田中栄二：Drums (#5)
- 惠美直也：Bass (#5.11)
- 田口慎二：Guitar (#5)
- 中野勇介：Trumpet (#5)
- 竹上良成：Alto Saxophone (#5)
- 山本公樹：Tenor Saxophone (#5)
- 竹村直哉：Baritone Saxophone (#5)
- 田端未来：Chorus (#5)
- 大橋卓弥 (スキマスイッチ)：Acoustic Guitar & Chorus (#6)
- 常田真太郎 (スキマスイッチ)：Piano (#6)
- 石成正人：Guitar (#6)
- 須長和広：Bass (#6)
- 鎌田清：Drums (#6)
- 弦一徹ストリングス：Strings (#6)
- 今井仁志：Horn (#7)
- TOMOMI (SCANDAL)：Bass (#8)
- 西野恵未：Piano (#8)
- 深澤恵梨香：Strings Arrangement (#10)
- 橋口洋平 (wacci)：Acoustic Guitar (#10)
- 村中慧慈 (wacci)：Guitar, Programming (#10)
- 横山祐介 (wacci)：Drums (#10)
- 小野裕基 (wacci)：Bass (#10)
- 因幡始 (wacci)：Piano (#10)
- 澤近泰輔：Piano & Programming (#11)
- 古川望：Guitar (#11)
- クラッシャー木村ストリングス：Strings (#11)